# W.
W. è un film del 2008 diretto da Oliver Stone ed interpretato da Josh Brolin.
La pellicola è uscita nelle sale statunitensi il 17 ottobre 2008, mentre in Italia ha avuto una distribuzione limitata il 9 gennaio 2009.
Il film viene trasmesso per la prima volta il 19 gennaio 2009 su LA7.

## Trama
La pellicola presenta i fatti salienti della presidenza degli Stati Uniti di George W. Bush, alternandoli con episodi precedenti della vita del protagonista.
In particolare sono ricostruite le dinamiche e il dibattito interno all'amministrazione statunitense, che hanno portato alla scelta di scatenare la seconda guerra del Golfo. Tali decisioni sono riportate prevalentemente dal punto di vista personale di Bush, dominato costantemente dall'angoscia che il proprio padre, George H. W. Bush, possa misconoscere il suo valore e preferirgli il fratello Jeb. La debolezza del protagonista, prima di tutto psicologica, espone le sue decisioni politiche alle manipolazioni del vicepresidente Dick Cheney.
Il film inscena tutti gli episodi biografici e le caratteristiche personali note di Bush, come l'incapacità di mantenere un lavoro in modo stabile, la dipendenza dall'alcool, l'adesione al gruppo cristiano metodista e ad altri gruppi collegati, tra gli altri, soprattutto al prete Billy Graham e inoltre l'impulsività e la scarsa propensione alla riflessione.

## Cast
Il protagonista George W. Bush è interpretato da Josh Brolin, mentre Elizabeth Banks è la first lady Laura Bush.
Ioan Gruffudd interpreta il migliore amico di Bush, il premier britannico Tony Blair, mentre James Cromwell veste il ruolo di George H. W. Bush, padre di George W. Bush e 41º presidente degli Stati Uniti e Stacy Keach sintetizza in un unico personaggio i vari "padri spirituali" appartenenti alle numerose denominazioni di chiesa presenti negli Stati Uniti nate successivamente a quelle più antiche come la battista o la metodista. Dello staff di Bush, Thandie Newton interpreta il 66° segretario di Stato Condoleezza Rice, Richard Dreyfuss quello del vicepresidente Dick Cheney, Jeffrey Wright è Colin Powell, 65ª segretario di Stato e primo afroamericano, e Scott Glenn è il segretario alla difesa Donald Rumsfeld.

## Controversie
Nel settembre del 2008 la stampa aveva divulgato la notizia che il film era stato prescelto per essere presentato al Festival internazionale del film di Roma, ma in seguito il film fu presentato al London Film Festival. È stato riportato che Silvio Berlusconi non avrebbe gradito la presenza del film al Festival di Roma, per via dei rapporti amichevoli tra il presidente del Consiglio e George W. Bush, visto il modo in cui quest'ultimo viene dipinto nel film.
Il presidente della fondazione alla guida del Festival, Gian Luigi Rondi, ha proposto una versione differente dei fatti, sostenendo che i rapporti con la produzione del film non si sono mai interrotti e che è stata la produzione stessa a declinare l'invito alla partecipazione al Festival.

## Distribuzione in Italia
Il film, che ha aperto la 26ª edizione del Torino Film Festival, ha trovato molte difficoltà distributive. Dopo il rifiuto di molte case di distribuzione italiane, il film è stato distribuito nei cinema con un numero limitato di copie dalla Dall'Angelo Pictures, ed è stato poi trasmesso in prima visione televisiva il 19 gennaio 2009 sul canale in chiaro LA7, raccogliendo un picco di 2 milioni e 300 000 spettatori con il 10,3 % di share, diventando così il film più visto nella storia della rete televisiva.